# 劳伦斯·韦瑟比
劳伦斯·温彻斯特·韦瑟比（英語：Lawrence Winchester Wetherby，1908年1月2日—1994年3月27日）是位美国政治家，曾担任肯塔基州第48任州长和第40任副州长。截至2014年，他仍然是该州历史上唯一生于杰佛逊县的州长，该县县城路易维尔是全州人口最多的城市。
从路易斯维尔大学毕业后，韦瑟夫在杰佛逊县司法部门从事过多份公职，但职位都不高，之后再于1947年当选肯塔基州副州长。韦瑟比有肯塔基州首位“有所为”副州长之称，因为在州长厄尔·C·克莱门茨的要求下，他不但要根据州宪法要求主持州参议院运作，还要准备州财政预算、出席南方州长大会等。1950年，克莱门茨辞职出任联邦参议员，韦瑟比成为州长，并很快就因召集特别立法会议，从州预算盈余中增加教育拨款和州政府雇员福利而赢得赞誉。1951年，他在州长选举中获胜，赢得4年完整任期，然后继续推动并拓展克莱门茨任内开始的多个项目，如改善道路并实现产业多元化等。韦瑟比支持美国联邦最高法院对1954年布朗诉托皮卡教育局案作出的判决，任命跨种族委员会监督肯塔基州公立学校的种族融合进程。1954至1955年，身为南方州长大会主席的韦瑟比拒绝在反对种族融合的声明上签字，呼吁其他南方州齐头并进，和平废除种族隔离。
由于受到《肯塔基州宪法》的限制，韦瑟比不能连任州长，他和克莱门茨都支持伯特·T·康布斯继任，但康布斯在民主党初选中遭遇了韦瑟比和克莱门茨的政治宿敌、前州长A·B·“哈皮”·钱德勒，钱德勒当选后拒绝在1956年的选举中支持韦瑟比继任阿尔本·W·巴克利的联邦参议员席位，这成为韦瑟比不敌共和党候选人约翰·谢尔曼·库珀的重要原因。1964至1966年间，韦瑟比参与州宪法修订，1966年又当选州参议员，在州预算案的讨论和通过过程中发挥重要作用。此后他离开政坛，成为布莱顿工程公司顾问。1994年3月27日，劳伦斯·温彻斯特·韦瑟比因髋关节破损导致的并发症而辞世，享年86岁，身后遗骨下葬在法兰克福公墓。西肯塔基大学行政大楼和莫尔黑德州立大学的体育馆都是以他命名作为纪念。

## 早年事业和生活
劳伦斯·韦瑟比于1908年1月2日在肯塔基州米德尔敦出生，是父亲塞缪尔·戴维斯·韦瑟比（Samuel Davis Wetherby）和母亲芬妮·韦瑟比（Fanny Wetherby）的第4个孩子，母亲的娘家姓叫耶诺万（Yenowine）。劳伦斯的祖父是美国内战期间北军中的外科医生。塞缪尔以行医和务农为生，劳伦斯童年时就在家族农场做活:191。
从安克雷奇高中毕业后，韦瑟比报读路易斯维尔大学法律预科课程:191。1927至1928年，他是该校美式足球队的优秀运动员，还于1928至1929年在校棒球队担任二垒手，1929年时又成为棒球队优秀运动员。之后，他得以入选该校体育名人堂。1929年，他获得法学士学位，开始为法官亨利·蒂尔福德（Henry Tilford）工作:191，合作关系一直持续到1950年:398。1930年4月24日，劳伦斯·韦瑟比和海伦·德怀尔（Helen Dwyer）成婚，两人共有3个孩子。
在父亲的影响下，韦瑟比年轻时就开始对地方政治产生兴趣:399。他与爱德华·利兰·泰勒（Edward Leland Taylor）和本·尤因（Ben Ewing）领导的杰佛逊县民主党派系结盟，非常关注学校董事会的竞争:191:399。1933年，尤因当选杰佛逊县法官，并任命韦瑟比出任该县少年法庭的兼职律师:191。韦瑟比在这一职位上工作到1937年，之后又于1942和1943年再度出任该职。1943年3月，他成为少年法庭初审专员。

## 肯塔基州副州长
1943年，韦瑟比当选第34立法选区民主党委员会主席并任职到1956年。1947年3月，他辞去少年法庭初审专员一职来竞选肯塔基州副州长:191。韦瑟比在民主党初选中有4位对手，其中又以联邦众议员安德鲁·J·梅（Andrew J. May）的侄子比尔·梅（Bill May）最具竞争力:400:48。比尔希望获得州长候选人厄尔··克莱门茨（Earle C. Clements），但克莱门茨没有同意，这有可能是因为安德鲁··梅的盟友约翰·Y·布朗（John Y. Brown）正是克莱门茨的政敌:48。韦瑟比也没有获得克莱门茨的公开支持，但他还是赢得了初选，并在普选中以超过9.5万票的大幅优势战胜共和党候选人奥维尔·霍华德（Orville M. Howard）:192。
虽然克莱门茨拒绝在初选期间表态支持韦瑟比，但两人上任后总体上合作融洽，立场相投:192。一些观察人士认为，韦瑟比是肯塔基州历史上首位“有所为”的副州长:400-401。根据《肯塔基州宪法》的规定，副州长的职权只包括主持州参议院的日常运作，肯塔基州之前的副州长除此以外也基本无所做为，但在克莱门茨担任州长期间，韦瑟比的工作任务要丰富得多，例如准备州预算案、主持立法研究委员会、领导州商會旅行团、出席南方州长大会等:192:401。克莱门茨还让韦瑟比担任州民主党中央委员会行政部长，允许韦瑟比直接参与许多重要的政治交流:401。

## 肯塔基州州长
1950年11月27日，克莱门茨辞去州长职务出任联邦参议员，韦瑟比因此升任州长。他上任后的第一项举措就是召集肯塔基州议会于1951年3月6日进入特别议程，分配州财政预算出现的1000万美元盈余:192。这次特别议程上批准的支出项目包括为州内教师加薪，提高有需要的人和政府雇员的福利待遇。这次特别立法议程令韦瑟比人气飙升，1951年另一位联邦参议员维吉尔·查普曼（Virgil Chapman）去世，韦瑟比很有希望继任:192，但在与克莱门茨及其他多位民主党领袖讨论后，他决定还是出马竞选州长，争取4年完整任期:52。

### 1951年州长选举
肯塔基州前州长A·B·“哈皮”·钱德勒即将卸任棒球执行长一职，他是克莱门茨政治上的死对头，也是1951年肯塔基州州长选举民主党初选的潜在人选:403。不过，有可能正是因为钱德勒的出现，肯塔基州民主党支持克莱门茨的派系紧密团结起来支持韦瑟比，防止钱德勒获得党派提名:403。最终，钱德勒没有参选，他虽然一度暗示韦瑟比只是克莱门茨的棋子，但还是于1951年5月15日公开表态支持韦瑟比:405。在这样的情况下，韦瑟比得以在民主党初选中轻取文森特·霍维尔（Howell Vincent）和杰西·塞西尔（Jesse Cecil）赢得提名，并且领先幅度创下肯塔基州历史上的新纪录:52:405。
韦瑟比在普选中的对手是共和党人、州上诉法院法官尤金·塞勒（Eugene Siler）:406。塞勒信奉基督原教旨主义，声称州政府腐败遍地，只有他才能力挽狂澜:406。塞勒称北肯塔基地区赌博成风，指控克莱门茨和韦瑟比政府有多名官员行贿，再加上1951年肯塔基大学篮球队所卷入的丑闻事件，法兰克福简直就是“我们肯塔基河上的尼尼微”:406。面对塞勒的指控，韦瑟比解除了一名受腐败指控官员的职务:407，并派遣新组建的肯塔基州警打击坎貝爾縣和亨德森縣的黑社會组织:407。为了进一步打击犯罪，他支持通过立法，吊销那些容许赌博场所的酒精饮料经营执照:194。塞勒抱持支持禁酒、并且反对天主教的观点，这在肯塔基州乡村地区很吃得开，但却与日渐增长的城市人口势不两立:402。最终韦瑟比以34万6345票战胜得票28万8014票的对手，领先对手超过20个百分点。

### 任内举措
韦瑟比就职初期，肯塔基州财政收入因朝鲜战争引发的通货膨胀影响显得虚高:195。由于肯塔基州已经通过法案实现现收现付，因此韦瑟比不得不在战争结束后为州政府开辟新的收入来源:195。为此他提议征收卷烟、酒精饮料、同彩博注罪恶税，州议会接纳了这些建议；新州长还提议开征消费税，但州议会没有接受:195。
韦瑟比有3位近亲因在州内公路上遭遇交通事故丧生，因此改善道路得到新州长的高度重视:409。克莱门茨任内曾通过立法，征收每加仑汽油两美分的汽油税，韦瑟比就职期间将这些收入用于修建、重建或是重新铺平了近9700公里道路:409。这其中又以该州第一条收费公路、连接路易维尔和伊丽莎白的肯塔基州收费公路最为重要:194:54。他大力支持总统德怀特·艾森豪威尔建设联邦收费公路，将五大湖和墨西哥湾连接起来:193。其他政要纷纷站到韦瑟比的同等立场，说服艾森豪威尔建设已经计划了很长时间的州際公路系統:409。道路的改善带来旅游业的兴旺，韦瑟比还加大对州立公园体系的投资力度，新增由肯塔基州和弗吉尼亚州共同管理的布里克斯州际公园，为旅游业发展添砖加瓦:410。韦瑟尔把私人外出运动旅行的目的地也保留在肯塔基州范围内，这为该州带来了全国性的知名度，肯塔基州也成为美国人出游打猎和钓鱼的首选目的地之一:193。
农业在肯塔基州经济结构中一度占有举足轻重的地位，韦瑟比就任州长期间试图令州内产业多元化，以期取得经济上的平衡发展:193。他拓展了农业和工业发展委员会，授权委员会负责斟测土地，找到潜在的工业用地:193。他鼓励州内发展现代化机场，支持将大桑迪河渠化，还支持改善肯塔基河上的船闸和水坝:193，并且继续亲自带领州商会的旅游团:193。韦瑟比执政时期，通用电气家电园区落户路易维尔、帕迪尤卡气体扩散厂也在帕迪尤卡安家:411。1954年，他动用州警平息中央市及肯塔基州西部煤田其他地区的劳工动乱:194。不过，韦瑟比并没有沦为企业的马前卒，在他的努力下，肯塔基州于1954年通过了第一项规管露天采矿的法律，还否决了一项工作权法案:193。
重视工业发展的同时，韦瑟比也没有忽视农业的需要。他的绿色草场计划颁布了多种政策措施，促进多样化农作物生产、提高牛肉产量，并且鼓励保护土壤:193。在他的努力下，索尔特河（Salt River）、利金河、格林河和肯塔基河流域都获得联邦防洪计划援助，节省宝贵的农田:193。1952年，韦瑟比组建农业理事会，以期整合州内农业官僚机构:193。在他的监督下，肯塔基州会展中心在路易维尔落成，这一建设项目早在克莱门茨担任州长期间就已起步，旨在更好地展示州内农产品:54:193。
韦瑟比担任州长期间的另一项标志性成就是大幅改善了肯塔基州的教育系统。他在任内一共为教育增加了2000万美元拨款:414，还呼吁建立教育电视网，并且启动肯塔基州历史上第一个由州政府资助的流动图书馆项目:194。他还支持1954年的最低基金课程法，该法是《肯塔基州宪法》的修正案，旨在根据各学区的实际需要拨款，而不再只是按学生人数拨款。
1954到1955年，韦瑟比担任南方州长大会主席，他呼吁南方各州州长遵循美国联邦最高法院在布朗诉托皮卡教育局案中所作出的判决，和平地废除种族隔离制度。一共只有5位南方州长拒绝在反对种族融合的声明上签字，韦瑟比便是其中之一:416。他还在肯塔基州内委任由白人和黑人公民共同组成的资询理事会，监督公立学校的种族融合进程，与其他多个南方州相比，肯塔基州在实现种族融合过程中的冲突和纠纷都要少得多:194。韦瑟比手下的副州长艾默生·博尚（Emerson "Doc" Beauchamp）在种族融合问题上与州长存在分歧，但由于博尚深信自己将继任州长职位，因此没有在公开场合反对韦瑟比的做法:416。
韦瑟比担任州长期间的其他成就包括：建立心理健康部，在全州共新建了15所医院和30处医疗中心:194。1952年，他在任期完成一半之际建立青年局，用于服务失足儿童:412。他新建州立监狱，现代化改造缓刑和假释体制，还为大陪审团和小陪审团挑选制订了更为规范有效的规则:194。他还监督了一些投票改革措施，例如为那些需要购买投票机的地区提供所需资金等:194。在政府改革领域，韦瑟比的成就相对失色，他曾试图修订州宪法以便连任州长一职，但没能成功:194。同时，他也未能赢得足够支持，将州内的部分县整合:194。1955年，肯塔基州选民不顾州长反对，经投票通过宪法修正案，给予18岁公民选举权:194。

## 晚年
克莱门茨和韦瑟比都公开表态支持伯特·T·康布斯继任州长职位:56。1951年，肯塔基州上诉法院法官罗伊·赫姆（Roy Helm）去世，韦瑟比任命康布斯填补因此产生的空缺:58。克莱门茨的老对头哈皮·钱德勒加入民主党初选，嘲笑两位前州长是“克莱门汀”（Clementine）和“韦瑟比汀”（Wetherbine），康布斯不过是两人的马前卒:61。钱德勒的竞选不但以康布斯为敌，还直接把矛头对准两位前州长:61。他指责两人任职期间州政府铺张浪费:61，称克莱门茨担任州长期间曾花费2万美元（相当于2025年的23.5萬美元）为办公室添置一张新地毯；而韦瑟比则曾使用非洲桃花心木装修办公室:403。钱德勒承诺，自己一旦当选，就一定会选择“诚实可靠的肯塔基州木材”，还会邀请所有的肯塔基州公民前来州首府，踩一踩那张两万美元的地毯:61。虽然收据显示肯塔基州议会大厦整个一楼的装修花费也只有2700美元，并且韦瑟比所安排的装修从购买材料到安装都是由肯塔基州承包商包办，但钱德勒的指控仍然有效地让康布斯一方的竞选活动处在被动挨打的局面:61-62。
卸任州长后，韦瑟比继续从事法律工作。1956年，联邦参议员阿尔本·W·巴克利因心脏病发意外去世:404，再加上克莱门茨的参议员任期也在这年到期，因此肯塔基州需要选举两名联邦参议员:404。在时任总统艾森豪威尔的劝说下，前联邦参议员兼美国驻印度和联邦德国大使约翰·谢尔曼·库珀成为肯塔基州联邦参议员席位的共和党候选人，期望库珀在州内的极高人气能够确保他再度当选。巴克利于4月底去世，这时民主党已经没有充足时间来选派候选人:404。肯塔基州民主党委员会最终选择了卸任州长仅6个月的韦瑟比。
在任州长钱德勒拒绝支持克莱门茨或韦瑟比:404，无独有偶，联邦参议院多数党领袖林登·约翰逊又正好在选举期间心脏病发作，身为多数党党鞭的克莱门茨于是成为代理多数党领袖:404，使他在接下来的时间里都无法抽身竞选:404。他在这一期间几次回到肯塔基州，虽然次数不多，但还是坚持为自己以前的部下韦瑟比摇旗呐喊:404。最终，韦瑟比在普选中以6.5万票的劣势不敌库珀，克莱门茨则败给了特鲁斯顿·巴拉德·莫顿（Thruston Ballard Morton），差距仅有约7000票:405。这是30年来克莱门茨首次在竞选中失利，并且要到整整16年后，才会有另一位肯塔基州民主党人当选联邦参议员:405。
竞选失败后，韦瑟比迁居富兰克林县，希望能在昔日初选对手比尔·梅的帮助下进入布莱顿工程（Brighton Engineering）任职:195:49。1964至1966年间，他是肯塔基州修宪会议的代表。1965年，韦瑟比在梅的支持下参选州参议员:49，并击败钱德勒的钦点人选成功当选，于1966至1968年间担任州参议院临时议长。他在这一位置上如鱼得水，工作效率极高，1966年肯塔基州财政预算仅在参议院经过10天辩论后就以31票支持，5票反对通过，并且预算案内容没有任何变动:412。
卸任州参议员后，韦瑟比回归布莱顿工程，之后成为该公司副总裁:49。1994年3月27日，劳伦斯·温彻斯特·韦瑟比因髋关节破损导致的并发症辞世，享年86岁:195，身后遗骨下葬在法兰克福公墓。西肯塔基大学行政大楼和莫尔黑德州立大学的体育馆都是以他命名作为纪念。

## 扩展阅读
- Hardin, John A. . The University Press of Kentucky. 1997  [2015-01-26]. ISBN 0-8131-2024-1. （原始内容存档于2020-08-26）.

| 官衔                   | 官衔                                      | 官衔               |
| ---------------------- | ----------------------------------------- | ------------------ |
| 前任： 厄尔·C·克莱门茨 | 肯塔基州州长 1950至1955年                 | 繼任： 哈皮·钱德勒 |
| 前任： 肯尼斯··塔格尔  | 肯塔基州副州长 1947至1950年               | 繼任： 艾默生·博尚 |
| 政党职务               |                                           |                    |
| 前任： 厄尔··克莱门茨  | 民主党肯塔基州州长候选人提名 1951至1951年 | 繼任： 哈皮·钱德勒 |